# 长嘴钩嘴鹛
长嘴钩嘴鹛（学名：Erythrogenys hypoleucos），是画眉科钩嘴鹛属的一种，分布于缅甸、孟加拉国、老挝、中国大陆、越南、印度、泰国、马来西亚和柬埔寨。全球活动范围约为789,000平方千米。该物种的保护状况被评为无危。
长嘴钩嘴鹛的平均体重约为80.0克。栖息地包括亚热带或热带的湿润低地林、亚热带或热带的湿润山地林和亚热带或热带的（低地）干燥疏灌丛，一般栖息于常喜于常绿森林的稠密的下木中及广泛沼泽地的竹丛和甘蔗丛间。该物种的模式产地在缅甸Arrakan。

## 亚种
- 长嘴钩嘴鹛海南亚种（学名：Erythrogenys hypoleucos hainanus），是中国的特有物种。分布于海南等地。该物种的模式产地在海南岛。[3]
- 长嘴钩嘴鹛西南亚种（学名：Erythrogenys hypoleucos tickelli）。分布于越南、老挝、泰国、缅甸以及中国大陆的云南、广西等地。该物种的模式产地在缅甸Tenasserim。[4]